# New England Revolution
New England Revolution er en amerikansk fodboldklub fra byen Foxborough ved Boston i Massachusetts. Klubben spiller i landets bedste liga, Major League Soccer, og har hjemmebane på stadionet Gillette Stadium. Klubben blev grundlagt i 1995, og har spillet med i Major League Soccer siden ligaens grundlæggelse i 1996. Holdet har aldrig vundet mesterskabet, men er fire gange, i 2002, 2005, 2006 og 2007 sluttet på 2. pladsen.

## Titler
- Ingen

## Kendte spillere
| Benny Feilhaber (USA) - Chris Albright (2008–10) - Leonel Álvarez (1999-01) - Adin Brown (2002–04) - Mike Burns (1996-00) - José Cancela (2003–06) - Clint Dempsey (2004–06) - Mamadou Diallo (2002) - Raúl Díaz Arce (1998) - Andy Dorman (2004–07) - John Harkes (1999-01) - Wolde Harris (2000–03) - Jay Heaps (2001–09) | - Edgaras Jankauskas (2009–10) - Avery John (2004–07) - Alexi Lalas (1996–97) - Jeff Larentowicz (2005–10) - Joe-Max Moore (1996–99), (2003–04) - Pat Noonan (2003–07) - Michael Parkhurst (2005–08) - Steve Ralston (2002–10) - William Sunsing (2002–03) - Taylor Twellman (2002–10) - Eric Wynalda (2000–01) - Walter Zenga (1997–99) |

## Danske spillere
- Rajko Lekic (2011-)

## Trænere
Samtlige trænere i New England Revolution siden Major League Soccers start i 1996:
- Frank Stapleton (1996)
- Thomas Rongen (1997–98)
- Walter Zenga (1999)
- Steve Nicol (1999)
- Fernando Clavijo (2000–02)
- Steve Nicol (2002-)